# Герои Социалистического Труда Курской области
В данный список включены:

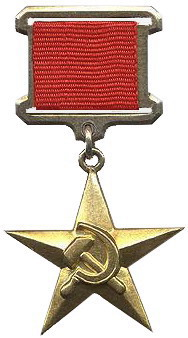
Золотая медаль «Серп и Молот»

- Герои Социалистического Труда, на момент присвоения звания проживавшие на территории Курской области;
- уроженцы Курской области, удостоенные звания Героя Социалистического Труда в других регионах СССР;
- Герои Социалистического Труда, прибывшие на постоянное проживание в Курскую область.

| №  | Фамилия, Имя Отчество             | Годы жизни     | Год награждения |
| -- | --------------------------------- | -------------- | --------------- |
| 1  | Акимов, Сергей Титович            | 1929—1993      | 1971            |
| 2  | Аниканова, Ксения Кондратьевна    | 1914—1986      | 1957            |
| 3  | Байков, Александр Александрович   | 1870—1946      | 1945            |
| 4  | Балло, Никита Михайлович          | 1906 — ????    | 1966            |
| 5  | Беликова, Тамара Григорьевна      | род. в 1942 г. | 1973            |
| 6  | Белкин, Иван Николаевич           | 1926—????      | 1957            |
| 7  | Болгов, Василий Егорович          | 1913—1989      | 1957            |
| 8  | Бондаренко, Лукерья Фёдоровна     | 1910—????      | 1966            |
| 9  | Борисенко, Клавдия Егоровна       | 1914—1992      | 1957            |
| 10 | Бородин, Андрей Михайлович        | 1912—1984      | 1972            |
| 11 | Брежнев, Дмитрий Данилович        | 1905—1982      | 1975            |
| 12 | Брынцев, Семён Логвинович         | 1922—2009      | 1971            |
| 13 | Букасов, Сергей Михайлович        | 1891—1983      | 1971            |
| 14 | Воловченко, Иван Павлович         | 1916—????      | ????            |
| 15 | Глуховцов, Пётр Иванович          | 1930—2009      | 1966            |
| 16 | Глушков, Андрей Афанасьевич       | 1904—1977      | 1957            |
| 17 | Груздов, Иван Павлович            | 1936—2003      | ????            |
| 18 | Гундобин, Николай Алексеевич      | 1904—1980      | 1959            |
| 19 | Гуревич, Михаил Иосифович         | 1893—1976      | 1957            |
| 20 | Дейнека, Александр Александрович  | 1899—1969      | 1969            |
| 21 | Драгайцева, Мария Петровна        | 1924—2018      | 1975            |
| 22 | Дудин, Иван Никанорович           | 1909—1985      | 1959            |
| 23 | Евдокимов, Александр Иванович     | 1883—1979      | 1963            |
| 24 | Епанчин, Николай Яковлевич        | 1909—1993      | 1943            |
| 25 | Иванова, Мария Николаевна         | 1912—????      | 1948            |
| 26 | Изотова, Ирина Григорьевна        | 1884—????      | 1957            |
| 27 | Кемайкин, Фрол Сергеевич          | 1928—2011      | 1966            |
| 28 | Ковалёв, Николай Максимович       | 1924—1993      | 1973            |
| 29 | Коженова, Пелагея Никифоровна     | 1926—????      | 1966            |
| 30 | Котельников, Михаил Иванович      | ????—????      | 1966            |
| 31 | Кретова, Варвара Яковлевна        | 1921—1998      | 1971            |
| 32 | Курдюмов, Георгий Вячеславович    | 1902—1996      | 1969            |
| 33 | Ливенский, Егор Николаевич        | 1902—????      | 1957            |
| 34 | Лидоренко, Николай Степанович     | 1916—2009      | 1971            |
| 35 | Литвинов, Дмитрий Григорьевич     | 1909—1968      | 1957            |
| 36 | Лопаткина, Анна Николаевна        | 1910—1980      | 1960            |
| 37 | Максимов, Фёдор Павлович          | 1903—1990      | 1948, 1957      |
| 38 | Маслиев, Михаил Ефимович          | 1914—????      | 1957            |
| 39 | Меркушенков, Павел Яковлевич      | 1920—1983      | 1965            |
| 40 | Митяев, Иван Михайлович           | 1930—2010      | 1970            |
| 41 | Михнева, Нина Ивановна            | 1923—1948      | 1948            |
| 42 | Мосолов, Михаил Иванович          | 1930—????      | ????            |
| 43 | Новиков, Афанасий Игнатьевич      | 1899—????      | 1943            |
| 44 | Носов, Евгений Иванович           | 1925—2002      | 1990            |
| 45 | Павлов, Николай Андреевич         | 1925—1983      | 1974            |
| 46 | Пикалов Герасим Борисович         | 1892—1971      | 1948            |
| 47 | Петропавловский, Борис Сергеевич  | 1898—1933      | 1991            |
| 48 | Половинкина, Валентина Михайловна | 1930—1997      | 1957            |
| 49 | Поплавский, Дмитрий Герасимович   | 1930—1990      | 1957            |
| 50 | Прибыльнов, Владимир Яковлевич    | 1929—1997      | 1966            |
| 51 | Пшеничных, Николай Егорович       | 1924—1994      | 1978            |
| 52 | Пыхтина, Анна Илларионовна        | 1921—????      | 1948            |
| 53 | Репрынцев, Василий Михайлович     | 1920—????      | 1971            |
| 54 | Родионов, Иван Александрович      | 1907—1985      | 1959            |
| 55 | Романов, Владимир Павлович        | 1915—2002      | 1966            |
| 56 | Сафронов, Евстафий Алексеевич     | 1928—2002      | 1975            |
| 57 | Свиридов, Георгий Васильевич      | 1915—1998      | 1975            |
| 58 | Слепухов, Николай Сергеевич       | 1933—1990      | 1966            |
| 59 | Солдатенкова, Нина Андреевна      | 1926—????      | 1973            |
| 60 | Сухочев, Иван Константинович      | 1920—2016      | 1973            |
| 61 | Титова, Мария Васильевна          | р. 1930 г.     | 1966            |
| 62 | Тишина, Варвара Мироновна         | 1923—2008      | 1948            |
| 63 | Ткачёва, Мария Демьяновна         | 1924—????      | 1965            |
| 64 | Труфанов, Фёдор Михайлович        | 1922—1999      | 1971            |
| 65 | Федотов, Степан Фатеевич          | 1925—2015      | 1971            |
| 66 | Хрущёв, Никита Сергеевич          | 1894—1971      | 1954            |
| 67 | Чалая, Ирина Трофимовна           | 1914—1997      | 1957            |
| 68 | Чаплыгин, Алексей Михайлович      | 1936—2016      | 1981            |
| 69 | Чеканов, Пётр Филиппович          | 1920—1985      | 1966            |
| 70 | Черников, Георгий Тихонович       | 1917—1986      | 1971            |
| 71 | Чижов, Евгений Иванович           | 1912—1995      | 1971            |
| 72 | Чурилова, Елена Егоровна          | 1925—????      | 1971            |
| 73 | Шемет, Мария Трофимовна           | 1923—????      | 1966            |
| 74 | Шеховцов, Серафим Григорьевич     | 1928—2021      | 1981            |
| 75 | Шивинская, Елена Кирилловна       | 1929—????      | 1966            |
| 76 | Шубин, Пётр Алексеевич            | 1902—1968      | 1943            |
| 77 | Эмануэль, Николай Маркович        | 1915—1984      | 1981            |
| 78 | Ющенко, Александр Николаевич      | 1936—2021      | 1971            |